# Hans-Jürgen Wolf
Hans-Jürgen Wolf (* 22. August 1950 in Haldensleben; † 20. März 2018 in Berlin) war ein deutscher Synchronsprecher, Schauspieler und Hörspielsprecher.

## Leben
Wolf studierte an der Staatlichen Schauspielschule Rostock. Zu seinen bekanntesten Sprechrollen gehörten die des Megatron in dem Science-Fiction-Film Transformers und die Rolle des Agent Smith (gespielt von Hugo Weaving) in den Science-Fiction-Filmen der Matrix-Reihe. In der deutschen Synchronisation von George Lucas’ Film Star Wars: Episode II – Angriff der Klonkrieger lieh Wolf der Figur San Hill seine Stimme; diese Rolle übernahm er auch in der gleichnamigen Hörspiel-Umsetzung von James Lucenos Roman Labyrinth des Bösen.
Wolf betätigte sich zudem auch als Synchronregisseur und Dialogbuchautor. So betreute er etwa die Synchronaufnahmen der Serie The Walking Dead, zu der er außerdem Dialogbücher verfasste und die von Michael Rooker verkörperte Rolle Merle Dixon (2010–2013) sprach. Für seine Bearbeitung der Serie Band of Brothers – Wir waren wie Brüder erhielt er 2004 den Deutschen Preis für Synchron in der Kategorie Herausragend synchronisierte TV-Serie.
Zudem betreute Wolf die Synchronaufnahmen von Mob City, Varian’s War – Ein vergessener Held, The Pacific und The Office.

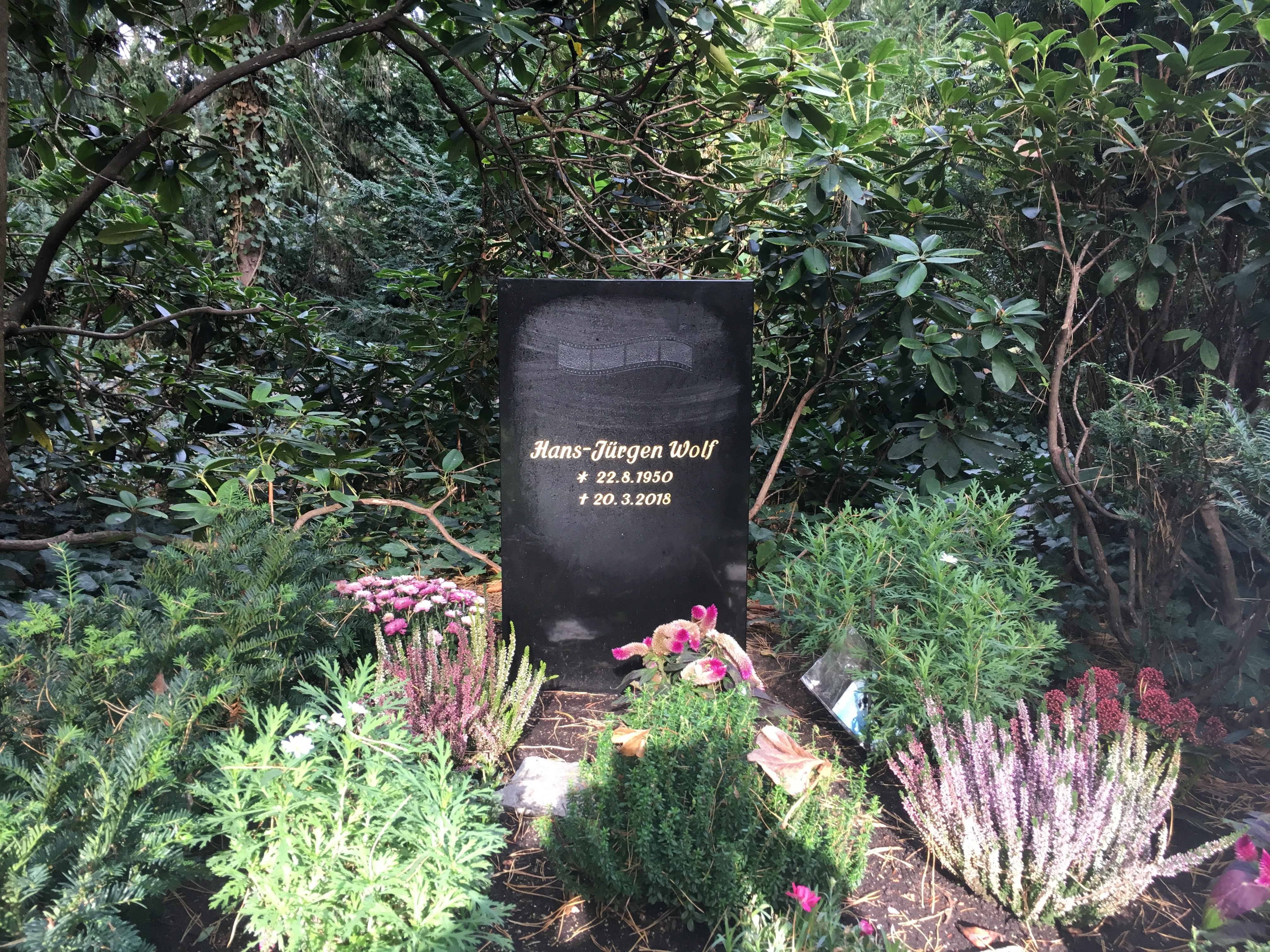
Hans-Jürgen Wolfs Grabstätte

Hans-Jürgen Wolf fand seine letzte Ruhestätte auf dem Berliner Waldfriedhof Dahlem (Feld 007-189).

## Werke (Auswahl)

### Synchronrollen
- Hugo Weaving
  - 1999: Matrix als Agent Smith
  - 2003: Matrix Reloaded als Smith
  - 2003: Matrix Revolutions als Smith
  - 2007: Transformers als Megatron
  - 2009: Transformers – Die Rache als Megatron
  - 2011: Transformers 3 als Megatron
  - 2011: Captain America: The First Avenger als Johann Schmidt/Red Skull
- Poul Bundgaard
  - 1971: Die Olsenbande: Goldgräber am Nordseestrand als Kjeld Jensen (ZDF-Fassung)
  - 1975: Die Olsenbande: Auf den Schienen ist der Teufel los als Kjeld Jensen (ZDF-Fassung)
  - 1976: Die Olsenbande: Schlagbohrer mit Musik als Kjeld Jensen (ZDF-Fassung)
  - 1977: Die Olsenbande: Butter, Brot und Bonzen als Kjeld Jensen (ZDF-Fassung)
  - 1979: Die Olsenbande: Dänemark wird ruiniert als Kjeld Jensen (ZDF-Fassung)
- John Heard
  - 2001: Der dunkle Klang des Todes als John Fuller
  - 2005: Todesschwarm – Heuschrecken greifen an als Dr. Peter Axelrod
  - 2007–2008: Prison Break (Fernsehserie) als Gouverneur Frank Tancredi
- Frank Welker
  - 2011–2013: Transformers: Prime (Fernsehserie) als Megatron
  - 2013: Transformers: Prime – Beast Hunters: Predacons Rising als Megatron
  - 2017: Transformers: The Last Knight als Megatron
- Carl Lumbly
  - 1981–1988: Cagney & Lacey (Fernsehserie) als Det. Marcus Petrie
  - 1994: Cagney & Lacey: Tödlicher Kaviar als Marcus Petrie
- Gary Busey
  - 1995: Man with a Gun als Jack Rushton
  - 1998: Fear and Loathing in Las Vegas als Highway Polizist
- Kevin Pollak
  - 2000: Keine halben Sachen als Janni Pytor Gogolak
  - 2004: Keine halben Sachen 2 – Jetzt erst recht! als Laszlo Gogolak

#### Filme
- 1991: Hot Shots! – Die Mutter aller Filme – Jon Cryer als Jim "Fischauge" Pfaffenbach
- 1994: Pulp Fiction – Eric Stoltz als Lance
- 1994: Schlagzeilen – Jim Meskimen als Tom
- 1996: Nacht über Manhattan – James Gandolfini als Joey Allegretto
- 1996: Twister – Zach Grenier als Eddie
- 1999: Die Bibel – Jesus – Luca Barbareschi als Herodes Antipas
- 2000: Gladiator – Omid Djalili als Sklavenverkäufer
- 2001: Jurassic Park III – Taylor Nichols als Mark
- 2005: King Kong – Pip Mushin als Zelman
- 2007: Der Sternwanderer – Nathaniel Parker als Dunstan Thorne
- 2007: Kill Bobby Z – Julio Oscar Mechoso als mexikanischer Detective
- 2008: Love Vegas – Treat Williams als Jack Fuller, Sr.
- 2010: Inception – Tom Berenger als Browning
- 2013: Fast & Furious 6 – Huggy Leaver als Pfandladen-Besitzer
- 2014: 96 Hours – Taken 3 – David Warshofsky als Bernie
- 2017: Cars 3: Evolution – Chris Cooper als Smokey

#### Serien
- 2001: Band of Brothers – Damian Lewis als Major Richard „Dick“ Winters
- 2000–2002: Roswell – Jim Ortlieb als Ed Harding
- 2005–2011: My Family – Robert Lindsay als Ben Harper
- 2009: Underbelly – Krieg der Unterwelt – Martin Sacks als Mario Condello
- 2009–2010: Life – Victor Rivers als Jack Reese
- 2010–2013: The Walking Dead – Michael Rooker als Merle Dixon
- 2012: The Fades – Francis Magee als Dr. Tremlett
- 2012–2013: Harry’s Law – Christopher McDonald als Tommy Jefferson
- 2012/2014: Rizzoli & Isles – Chazz Palminteri als Frank Rizzoli Sr.

### Dialogregie
- Miami Medical
- The Walking Dead

### Filmografie
- 1976: Die Leiden des jungen Werthers
- 1986: Meier
- 1988: Ein Treffen mit Rimbaud

### Hörspiele und Hörbücher
- Tod und Teufel von Frank Schätzing
- Labyrinth des Bösen von James Luceno, vollständige Veröffentlichung 2007, ISBN 978-3-8291-2087-6.

### Theater
- 1976: Heiner Müller (nach Fjodor Gladkow): Zement (Dimitri Iwagin) – Regie: Ekkehard Kiesewetter (Städtische Bühnen Erfurt)